# Steinschuh
Der Steinschuh war ein Schweizer Längen- und Flächenmass, insbesondere im Kanton Luzern. Anwendung fand es als Mass im Bau- und Feldwesen.
Der Steinschuh als Längenmass war 284,234 Millimeter oder 126 Pariser Linien lang. Das Mass entsprach 0,91744 neuen Schweizer Fusses. Der grosse Juchart enthielt somit 45'000 Quadratsteinschuh, der kleine 31'200. Abgelöst wurde das Mass durch die Einführung der Schweizer Konkordatsmasse ab 1838.